# Schattenseiten
Schattenseiten ist ein französisch-portugiesischer animierter Kurzfilm von Alice Guimarães und Mónica Santos aus dem Jahr 2018.

## Handlung
In einer Fantasiewelt tragen Menschen die Schlüssel zu ihren Herzen stets versteckt bei sich; wer sicher gehen will, deponiert sein Herz jedoch im Safe einer Bank. Die junge Natália ist Bankangestellte und bearbeitet die abgegebenen Herzen, die in Koffern deponiert weggeschlossen werden, da Herzdiebe gestohlene Herzen gerne zu Geld auf dem Schwarzmarkt machen. Eines Tages erscheint bei ihr in der Bank ein Mann, der ihr einen Zettel hinterlegt. Dieser führt sie in die Bar Private Eye, wo Natália auf den attraktiven Mann trifft. Er berichtet ihr, dass er zwar den Schlüssel zu seinem Herzen habe, sein Herz jedoch gestohlen und in der Bank deponiert wurde. Natália und er gehen nachts in die Bank und holen das Herz des Mannes im Koffer. Sie werden von Schatten der Bank verfolgt, die den Diebstahl des Herzens verhindern wollen, können sie jedoch abschütteln. Beide begeben sich nachts in ein Hotel und verbringen die Nacht zusammen, obwohl dem Mann angeblich sein Herz fehlt. Gerade rechtzeitig erkennt Natália, dass der Mann in Wirklichkeit ihr Herz stehlen will, und schlägt ihn K. o. Sie entkommt mit seinem Herzen im Koffer. Kurz darauf titeln die Zeitungen, dass der Herzdieb gefasst sei, sein Herz jedoch fehle. Natália verkauft das Herz auf dem Schwarzmarkt und zündet sich zufrieden eine Zigarette an. Den Schlüssel zu ihrem Herzen versteckt sie sicher.

## Produktion
Schattenseiten war nach Amélia & Duarte der zweite Kurzanimationsfilm, den Mónica Santos und Alice Guimarães gemeinsam realisierten. Erneut traten Sara Costa und Gilberto Oliveira als Schauspieler auf. Schattenseiten wurde in Stop-Motion bzw. Pixilation animiert. Der Kurzfilm verbindet Elemente des Fantasyfilms, des Film Noir und des Surrealismus miteinander, wobei er zudem zahlreiche Film- und Kunstzitate (u. a. Werke von René Magritte) enthält.
Der Film lief auf verschiedenen Festivals, darunter dem Animafest Zagreb und dem Ottawa International Animation Festival. ARTE zeigte ihn am 24. Juni 2018 im Rahmen der Sendung Kurzschluss erstmals im deutschen Fernsehen.

## Auszeichnungen
Bei den CinEuphoria Awards erhielt Schattenseiten 2019 sechs Nominierungen, darunter in den Kategorien Bester Animationsfilm und Bester animierter Kurzfilm. Schattenseiten wurde 2019 für einen César in der Kategorie Bester animierter Kurzfilm nominiert.